# Pipestone River (Winisk River)
Der Pipestone River ist der ca. 300 km langer Quellfluss des Winisk River im Kenora District im Nordwesten der kanadischen Provinz Ontario.

## Flusslauf
Der Pipestone River entspringt nördlich des Whitestone Lake. Er fließt anfangs in östlicher, später in überwiegend nordnordöstlicher Richtung durch den Kanadischen Schild. Dabei durchfließt er den  Horseshoe Lake. Wichtige Zuflüsse sind der Morris River von rechts sowie Opapimiskan River und Wachusk River von links. Ein Teil des Wassers des Kingfisher Lake fließt dem Pipestone River nahe Big Beaver House zu. Schließlich mündet der Pipestone River in das westliche Ende des Wunnummin Lake. Weite Teile des Flusslaufs liegen im Pipestone River Provincial Park.

## Hydrometrie
Am Karl Lake befindet sich bei Flusskilometer 106 der Abflusspegel 04DA001 (⊙). Der mittlere Abfluss (MQ) an dieser Stelle für den Messzeitraum 1967–2020 betrug 58,7 m³/s. Das zugehörige Einzugsgebiet ist 5960 km² groß.
Im folgenden Schaubild werden die mittleren monatlichen Abflüsse des Pipestone River für die Messperiode 1967–2020 in m³/s dargestellt.